# Gli orsi Berenstain
Gli orsi Berenstain (Berenstain Bears) sono i personaggi di un libro per bambini e di un cartone animato creato da Stan e Jan Berenstain.
Sono una famiglia di orsi antropomorfi. Si chiamano Papà Orso, sua moglie Mamma Orsa, e i loro figli: Orsetto e Orsetta.

## Personaggi secondari e ricorrenti
- Too-Tall Grizzly, il bullo della scuola
- Queenie McBear, non fidanzata di Too-Tall e amica di Orsetto e Orsetta
- Fred Bear, cugino e amico di Orsetto e Orsetta
- Lizzy Bruin, una delle migliori amiche di Orsetta
- Bonnie Brown
- Raffish Ralph
- McGreed Donnola
- Henchweasels
- Zampa Grossa
- Cugino Freddy
- Fattore Ben, il contadino, e amico della famiglia
- Mrs. Ben, moglie di Ben
- Gramps e Gran Grizzly, parenti di Papà Orso
- Sindaco Honeypot, sindaco della fattoria degli orsi
- Dato di fatto